# Арнольд II (граф Клеве)
Арнольд II (нем. Arnold II. von Kleve; ум. не позднее 1200) — граф Клеве с 1189 года.
Младший сын графа Дитриха II (IV) и Адельгейды фон Зульцбах. В некоторых генеалогиях называется сыном Арнольда I и Иды Лувенской, но их сын Арнольд, родившийся ок. 1120 года, умер в молодом возрасте. Из-за этого же Арнольда путаница в нумерации: в некоторых хронологиях он включен в список графов, и тогда Арнольд II в них считается Арнольдом III.
Упоминается в документах между 1188 и 1198 годами.
Не позднее 1191 года женился на Адельгейде фон Хайнсберг. Их потомки — представители рода фон Хайнсберг.
С 1189 года, когда его брат Дитрих III (V) находился в крестовом походе, управлял графством Клеве.
Вероятно, умер не позднее 1200 года (по другим данным — в 1201 году).
Дети:
- Дитрих фон Фалькенбург (ум. 1228)
- Арнольд (ум. 1218)
- Агнесса.